# Goethemia elegantula
Goethemia elegantula is een tweekleppigensoort uit de familie Cardiidae. De wetenschappelijke naam werd gepubliceerd in 1842 door Møller.